# Tower Records
La Tower Records era una catena di negozi di dischi statunitense con sedi a livello internazionale, ora trasformatasi in franchise e negozio di musica online, che aveva la sede principale a Sacramento, California, negli Stati Uniti d'America. Dal 1960 al 2006, la Tower Records ebbe svariati negozi di musica sparsi in tutto il territorio statunitense, che furono chiusi a seguito della bancarotta e della messa in liquidazione della società. È invece ancora attiva la divisione giapponese, la Tower Records Japan (TRJ), staccatasi dalla casa madre e diventata azienda autonoma.

## Storia
Nel 1960, intuendo le potenzialità del mercato della musica per teenager, Russell Solomon aprì il primo negozio Tower Records nel quartiere di Broadway a Sacramento (California). Per il nome si ispirò al negozio di suo padre, che condivideva la location e il nome con il Tower Theater, dove Solomon aveva iniziato a vendere dischi per la prima volta. Nel 1976, Solomon aprì il negozio Tower Books, Posters, and Plants al civico 1600 di Broadway, accanto a Tower Records. Nel 1995, aprì il sito web Tower.com, rendendo la compagnia uno dei primi distributori a rendere disponibili online i propri prodotti.
In aggiunta a vinili, CD e musicassette, i negozi vendevano anche videocassette e DVD, prodotti tecnologici come lettori mp3, videogiochi, accessori vari, gadget, e anche libri (anche se solo in alcune sedi).

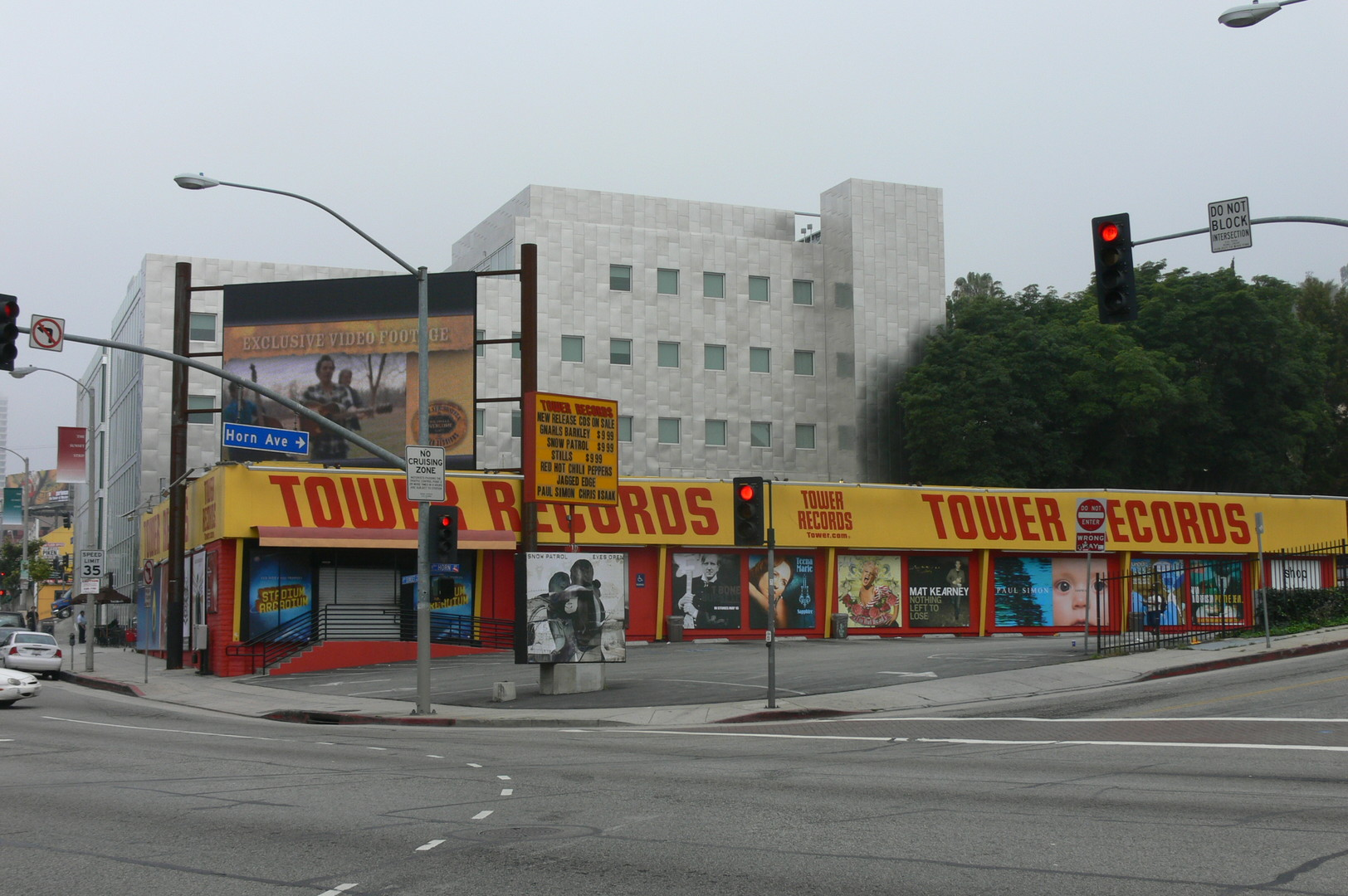
Lo storico Tower Records su Sunset Strip a Los Angeles

Sette anni dopo la fondazione, la Tower Records si espanse a San Francisco, aprendo una filiale su Bay Street e Columbus Avenue. Nel 1979, fu aperta la divisione giapponese della società, che iniziò l'attività come sussidiaria della MTS Incorporated. L'anno seguente, fu aperto a Sapporo il primo negozio Tower Records Japan. Alla fine la catena si estese a livello internazionale con negozi in Giappone, Regno Unito, Canada, Hong Kong, Taiwan, Singapore, Corea del Sud, Thailandia, Malaysia, Filippine, Irlanda, Israele, Emirati Arabi Uniti, Messico, Colombia, Ecuador, e Argentina. I negozi Tower Records in Giappone si separarono dalla società principale diventando indipendenti dalla casa madre. Notoriamente il più famoso ed iconico negozio della catena Tower Records in America era quello costruito a Los Angeles nel 1971 all'angolo nord-ovest tra Sunset Boulevard e Horn Avenue a West Hollywood, che offriva un assortimento vastissimo.
A New York, la Tower Records aveva una serie di negozi a Broadway. Il negozio principale, situato all'angolo sud-est tra la East 4th Street e Broadway, era costituito da quattro piani, vendeva musica mainstream, e divenne famoso negli anni ottanta per la vendita di dischi di musica New wave altrimenti difficili da reperire.
Nel 1983, la società cominciò a pubblicare la propria rivista intitolata Pulse!, che includeva recensioni di dischi, interviste, e pubblicità. Inizialmente distribuita gratuitamente all'interno dei negozi della catena, a partire dal 1992, la rivista ebbe una distribuzione a livello nazionale al prezzo di copertina di 2,95 dollari.

### Bancarotta
La Tower Records si trovò in difficoltà finanziarie per la prima volta nel 2004, entrando in bancarotta. Alcuni dei motivi citati furono il forte indebitamento della società dovuto ai massicci investimenti fatti negli anni novanta per le operazioni di espansione internazionale, la crescente competitività nel settore, e la diffusione della pirateria sul web.
Alcuni osservatori esterni espressero punti di vista pragmatici, come Robert Moog, inventore del sintetizzatore Moog, che dichiarò: «Mi dispiace che le vendite di Tower Records e Blockbuster siano colate a picco. D'altro canto, non era molto tempo fa che queste enormi catene di megastore costrinsero alla chiusura molti piccoli negozi di quartiere».
Nel febbraio 2004, il debito complessivo della compagnia venne stimato tra gli 80 e i 100 milioni di dollari.
Il 20 agosto 2006, la Tower Records entrò per la seconda volta in bancarotta, in modo da facilitare l'acquisizione della compagnia da parte di eventuali acquirenti prima dell'inizio dei saldi estivi.

### Messa in liquidazione

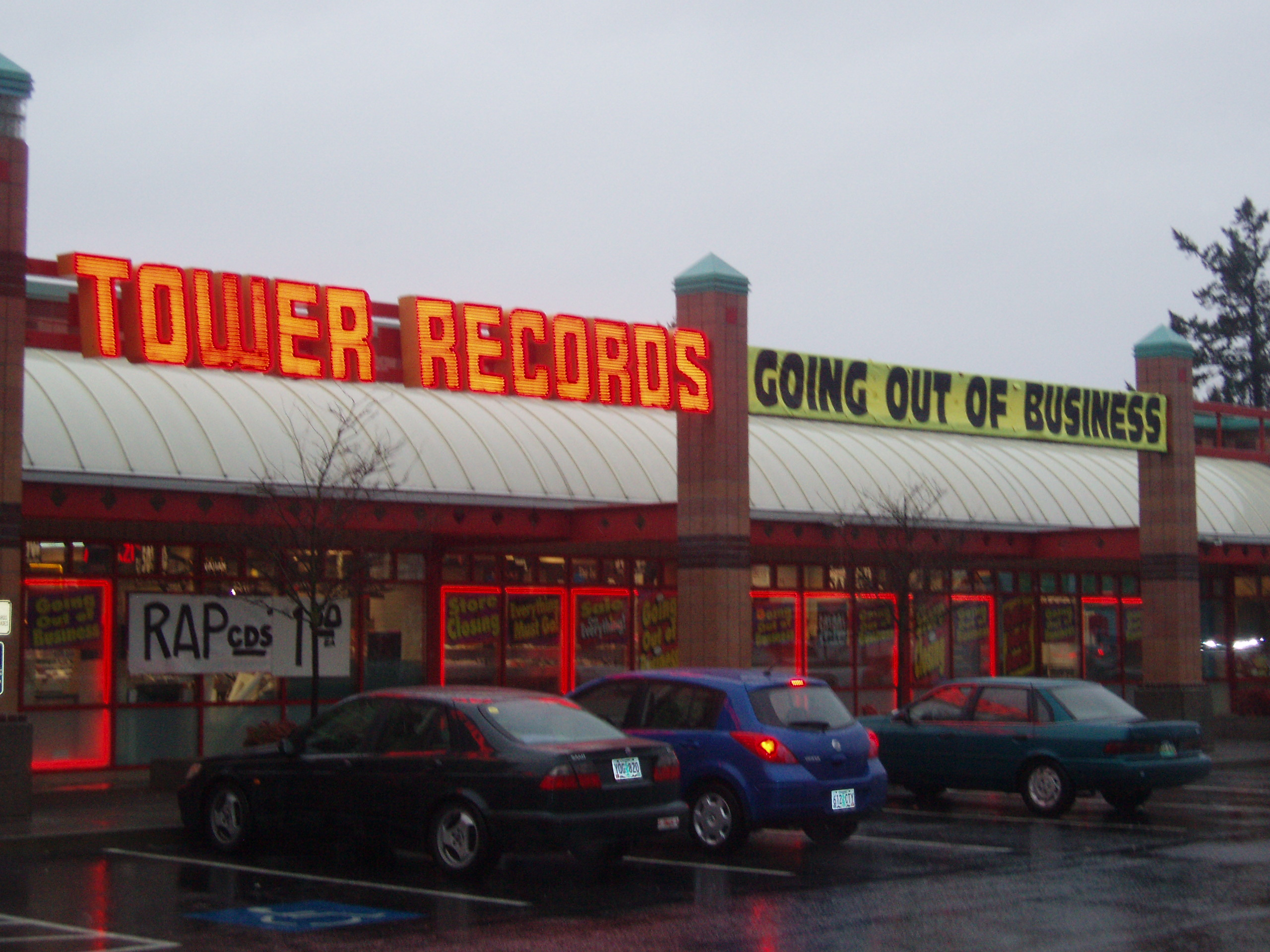
Un negozio Tower Records in liquidazione a Portland, Oregon

Il 6 ottobre 2006, la Great American Group vinse una causa legale intentata alla società e il giorno seguente cominciò la messa in liquidazione del gruppo Tower Records. Furono chiusi tutti i negozi negli Stati Uniti e all'estero (eccezione fatta per quelli in Giappone), e il 22 dicembre 2006 chiuse l'ultima filiale (a New York). Il sito Internet della Tower Records fu venduto separatamente.
La Caiman Inc. rilevò e riaprì il sito web della Tower Records il 1º giugno 2007, trasformandolo in uno store digitale.

### Tower Records Japan
Il fallimento della Tower Records nel 2006 non ebbe effetto sulla Tower Records Japan in quanto tale compagnia si era resa totalmente indipendente dalla casa madre. All'ottobre 2014, la TRJ aveva 85 punti vendita in tutto il Giappone, inclusi 10 Tower Mini Store, e il grattacielo di Shibuya a Tokyo (trasferitosi nel 1995 nella location attuale) che si dice sia uno dei più grandi negozi di musica del mondo, con i suoi 5,000 m² (distribuiti su 9 piani), una vera e propria "torre della musica" con ogni piano dedicato a un genere musicale diverso. La TRJ pubblica anche le riviste gratuite Tower, Bounce, e Intoxicate direttamente e tramite la sussidiaria NMNL.
La Tower Records Japan ha una propria etichetta discografica, la T-Palette Records, specializzata nel mercato del K-Pop.

## Documentario
All Things Must Pass: The Rise and Fall of Tower Records (2015) è un documentario diretto da Colin Hanks che racconta in maniera cronologica l'ascesa e caduta della Tower Records, ricorrendo a materiali d'archivio e interviste esclusive con ex dipendenti della catena, in special modo il fondatore Russell Solomon e l'ex COO Stan Goman, ma anche clienti celebri come Bruce Springsteen, Elton John e Dave Grohl.